# Sokolov (stad)
Sokolov (Duits: Falkenau an der Eger, tot 1948 Tsjechisch: Falknov nad Ohří) is een stad in de Tsjechische regio Karlsbad. De stad bevindt zich bij de monding van de Svatava in de Eger op 401 meter hoogte. Sokolov is onderdeel van de historische regio Egerland (Böhmisch Vogtland).

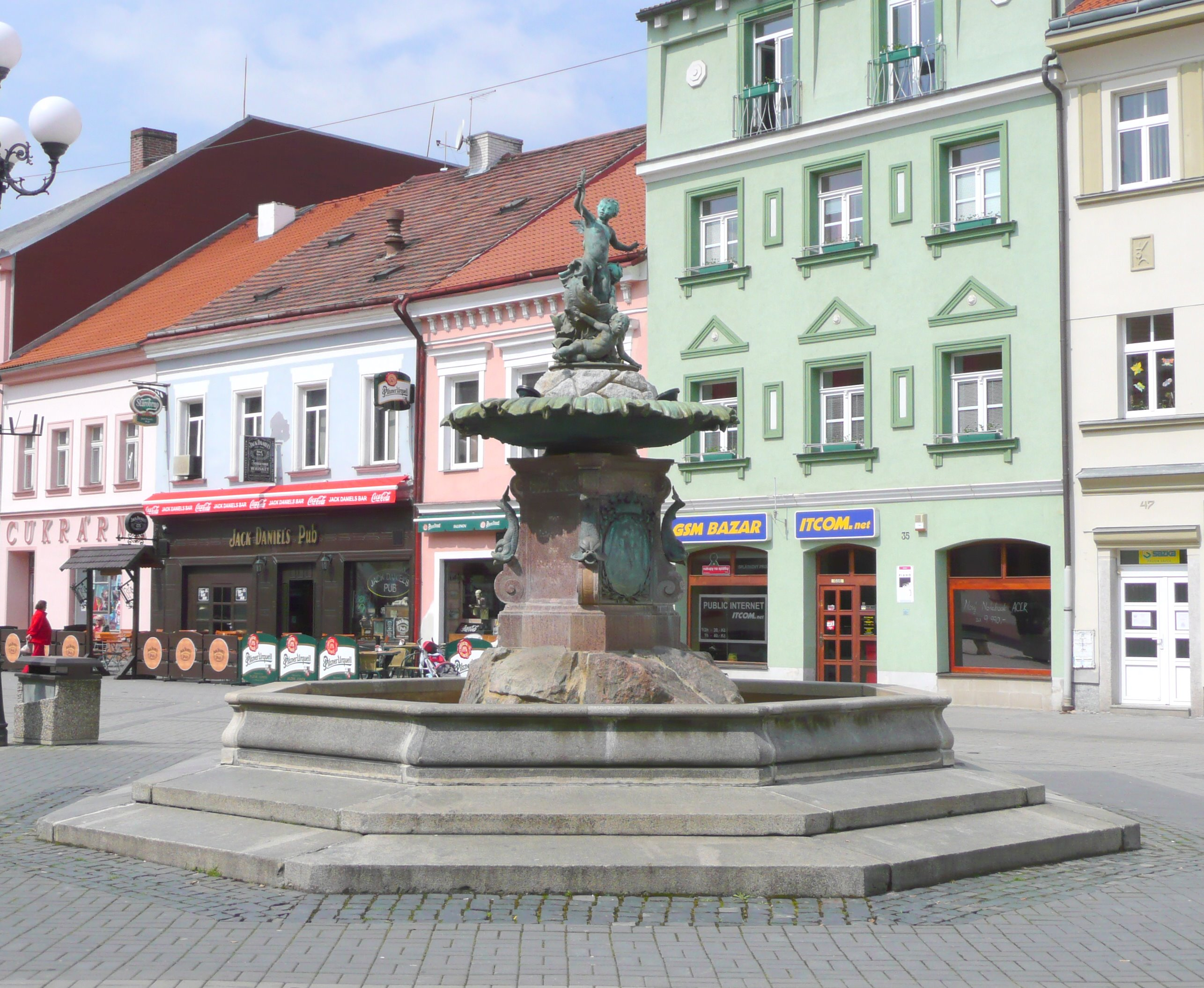
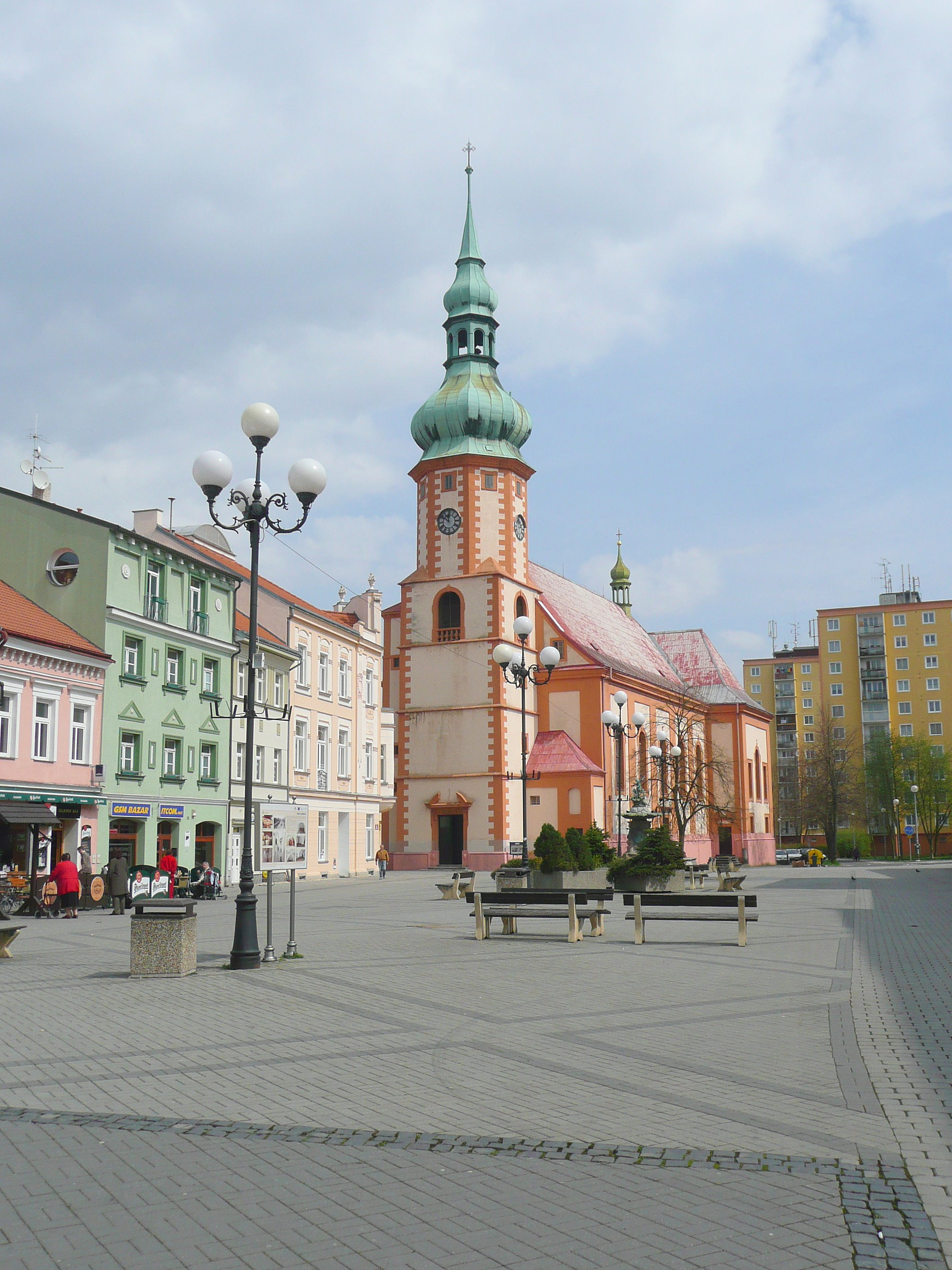

## Geschiedenis
De eerste vermelding van Sokolov stamt uit 1279. De stad was toen eigendom van de familie Nothaft. Aan het einde van de 14e eeuw werd de stad koninklijk bezit en kreeg het stadsrechten. Rond het jaar 1313 had de stad ook al stadsrechten gekregen maar die was het kwijtgeraakt na een grote brand.
Om financiële steun te kunnen geven aan de keizer en Tsjechische koning Sigismund tijdens de Hussitische Oorlogen werd Sokolov verhuurd aan de familie Šlik. De laatste eigenaar uit die familie was Jan Albín Šlik. Hij vluchtte na het verlies bij de Slag op de Witte Berg en de stad werd in beslag genomen. In 1622 kocht de familie Nostice de stad. De stad was vervallen na militaire invallen en een grote brand in 1648. Ook het kasteel, wat door de familie Šlik was gebouwd, werd door de brand beschadigd. Het kasteel werd herbouwd als herenhuis. Na het einde van de oorlog liet de familie Nostice de Jakobus de Meerdere-kerk en de Kapucijnenkapel herbouwen.
Na de hervorming in 1848 was Sokolov het politieke centrum van de regio geworden. In 1873 en 1874 werd Sokolov weer geteisterd door twee grote branden. Veel historische gebouwen werden vernietigd. Rond de eeuwwisseling werden vervolgens veel nieuwe gebouwen gebouwd, waaronder een grote nieuwe school (1894), een synagoge (1897), een kerk (1904) en een ziekenhuis (1911).
Tijdens de Tweede Wereldoorlog was er een militair ziekenhuis in de stad voor Russische krijgsgevangenen. In de oorlog werd Sokolov twee keer gebombardeerd. De eerste keer, in oktober 1940, was niet ernstig. Bij het tweede bombardement, op 17 april 1945, werd een groot aantal huizen vernietigd. Na de oorlog werden veel beschadigde gebouwen vervangen door goedkope flatgebouwen. Na de Tweede Wereldoorlog werd de Duitse bevolking uit de stad uitgewezen. Het inwoneraantal ging van ongeveer 11.000 naar 8.000. In 1948 veranderde de naam van Falknov in Sokolov.

## Industrie
Tot de 19e eeuw was de landbouw de belangrijkste inkomstenbron voor de bevolking van Sokolov. Aan het einde van de 18e eeuw begon het winnen van bruinkool te ontwikkelen. De spoorweg naar de stad die in 1870 werd aangelegd was erg belangrijk voor de ontwikkeling van de industrie en bruinkoolwinning. Tegenwoordig is het winnen, produceren en verhandelen van de bruinkool in handen van Sokolovská uhelná a.s. (Sokolov Bruinkool Onderneming). Rond 1900 waren er in Sokolov ook glas- en textielfabrieken en een elektriciteitscentrale. Tijdens de Eerste Wereldoorlog was er een chemische fabriek.

## Bezienswaardigheden
- Gemeentehuis uit de 16e eeuw in renaissancestijl.
- Kasteel uit 1840 (herbouwd in de 17e eeuw) waarin nu het museum van de okres Sokolov en een bibliotheek gevestigd zijn.
- Jakobus de Meerdere-kerk uit de 17e eeuw in barokstijl.
- Kapucijnenkapel met de Kerk van Sint-Antonius van Padua uit 1667.
- Kapel van de Heilige Drie-eenheid uit 1719.
- Mariazuil op het plein uit 1701.

## Partnersteden
- Saalfeld/Saale (Duitsland)
- Schwandorf (Duitsland)

## Geboren
- Markéta Vondroušová (1999), tennisster

Březová · Bublava · Bukovany · Chlum Svaté Maří · Chodov · Citice · Dasnice · Dolní Nivy · Dolní Rychnov · Habartov · Horní Slavkov · Jindřichovice · Josefov · Kaceřov · Krajková · Královské Poříčí · Kraslice · Krásno · Kynšperk nad Ohří · Libavské Údolí · Loket · Lomnice · Nová Ves · Nové Sedlo · Oloví · Přebuz · Rotava · Rovná · Staré Sedlo · Stříbrná · Svatava · Šabina · Šindelová · Sokolov · Tatrovice · Těšovice · Vintířov · Vřesová